# Hombre cálido
Hombre cálido (Warm Man en inglés) es un relato corto de 1957 escrito por Robert Silverberg y publicado en The Magazine of Fantasy & Science Fiction en mayo de ese año.

## Argumento
Un nuevo vecino llega a New Brewster y su vecina lo invita a cenar junto con otros residentes de la comunidad para conocerlo. Durante la velada, el hombre escucha atentamente a cada uno de ellos, haciéndoles sentir bien, pero hablando muy poco de sí mismo. Pronto, algunos empezarán a desconfiar de su empatía.